# جفرا يونس
جفرا يونس (1990 - ) هي ممثلة سورية، درست بالمعهد العالي للفنون المسرحية بدمشق، بدأت التمثيل وهي صغيرة وذلك بمشاركتها في دور بطولة بمسلسل الجمل والذي حصلت عنه على درع التميز والإبداع وشهادة تقدير من مهرجان القاهرة للإذاعة والتلفزيون، كان ذلك عام 1999.

## عن بدايات العمل الفني
لعبت جفرا يونس أول أدوارها التلفزيونية بعمر ثمان سنوات في مسلسل الجمل من تأليف أحمد حامد وإخراج خلدون المالح سنة 1998، وكان الدور الذي حازت عليه جوائز عدة في مهرجان القاهرة حينها.
ثم غابت الممثلة الطفلة بعدها لسنوات، إلى أن درست التمثيل في المعهد العالي للفنون المسرحية (دمشق) وتخرجت منه في عام 2012.

## من أعمالها

### في المسرح
- في بار في شارع الحمراء
- النافذة
- البيت يفوز دائماً

### في السينما
| عنوان الفيلم  | السنة |
| ------------- | ----- |
| حرائق البنفسج | 2012  |
| طريق النحل    | 2017  |
| إن بارادوكس   | 2019  |

### في التلفزيون
| عنوان المسلسل       | ! السنة | الدور  |
| ------------------- | ------- | ------ |
| الجمل               | 1999    |        |
| عشتار               | 2004    |        |
| العراب : نادي الشرق | 2015    |        |
| دامسكو              | 2015    |        |
| نبتدي منين الحكاية  | 2016    |        |
| الندم               | 2016    | رشا    |
| العراب تحت الحزام   | 2016    | جيدا   |
| سماء صغيرة          | 2017    |        |
| شبابيك              | 2017    |        |
| أوركيديا            | 2017    | البتول |
| دقيقة صمت           | 2019    | سارة   |
| سوق الحرير          | 2020    |        |

## وصلات خارجية
- جفرا يونس على موقع IMDb (الإنجليزية)
- جفرا يونس على موقع قاعدة بيانات الأفلام العربية